# Menjamel plumbi
El menjamel plumbi (Ptiloprora plumbea) és un ocell de la família dels melifàgids (Meliphagidae).

## Hàbitat i distribució
Habita els boscos de les muntanyes de l'oest, centre i sud-est de Nova Guinea.